# Campeonato Cearense de Futebol da Terceira Divisão de 2021
O Campeonato Cearense de Futebol - Terceira Divisão de 2021 foi a 18ª edição do torneio, organizada pela Federação Cearense de Futebol. A competição premiou os melhores clubes posicionados com duas vagas para a Segunda Divisão de 2022. As 10 equipes inscritas no torneio foram divididas em 2 grupos de 5, onde os clubes se enfrentaram entre si em partidas de Ida. Os dois primeiros colocados de cada grupo classificaram-se diretamente para as semifinais, e os segundos e terceiros colocados de cada grupo se enfrentaram para avançar para a fase de semifinal.
O torneio iniciou em 23 de outubro e foi finalizado em 2 de dezembro, com o Guarani de Juazeiro garantindo seu primeiro título e sendo promovido a Segunda Divisão estadual, juntamente com o estreante Tirol.

## Regulamento
Os 10 times, divididos em 2 grupos jogarão as partidas em modelo de ida e volta, com os 3 melhores colocados de cada grupo avançando para a segunda fase. Os primeiros colocados avançam diretamente a semifinal enquanto os segundos e terceiros colocados disputam entre si as 2 vagas restantes da semifinal. Na segunda fase, as equipes que ficaram em segundo e terceiro de cada grupo farão confrontos definidos por cruzamento olímpico e em jogo único com as melhores equipes se classificando para a semifinal. Na semifinal, as equipes classificadas da segunda fase enfrentarão os primeiros colodados de cada grupo, e farão jogos de ida e volta, com as vencedoras dos confrontos se classificando para a final e garantindo uma vaga para a Segunda Divisão em 2022. Na fase final, as equipes classificadas da fase anterior farão um jogo único, e a equipe vencedora do confronto se consagrará a campeã do torneio.

### Critérios de desempate
1. Maior número de vitórias;
2. Maior saldo de gols;
3. Maior número de gols pró;
4. Confronto direto (entre dois clubes somente);
5. Menor número de cartões vermelhos recebidos;
6. Menor número de cartões amarelos recebidos;

## Equipes participantes
| Baixa | Equipe rebaixada da Segunda Divisão de 2020 |

## Fase Final
Em itálico, as equipes que possuem o mando de campo no primeiro jogo do confronto e em negrito as equipes classificadas.
|  | Segunda Fase (Extra) | Segunda Fase (Extra) |  |  | Semifinais           | Semifinais | Semifinais | Semifinais |  |  | Final                     | Final |
|  |                      |                      |  |  |                      |            |            |            |  |  |                           |       |
|  |                      |                      |  |  | Quixadá              | 1          | 1          | 2          |  |  |                           |       |
|  | Tianguá              | 0                    |  |  | Tirol*               | 2          | 2          | 4          |  |  |                           |       |
|  | Quixadá              | 2                    |  |  |                      |            |            |            |  |  | Tirol                     | 0 (0) |
|  |                      |                      |  |  |                      |            |            |            |  |  | Guarani de Juazeiro (pen) | 0 (3) |
|  |                      |                      |  |  | Campo Grande-CE      | 0          | 1          | 1          |  |  |                           |       |
|  | Crateús              | 0                    |  |  | Guarani de Juazeiro* | 2          | 3          | 5          |  |  |                           |       |
|  | Campo Grande-CE      | 2                    |  |  |                      |            |            |            |  |  |                           |       |

*Classificados à Segunda Divisão de 2022.

## Premiação
| Campeão Cearense Série C de 2021         |
| ---------------------------------------- |
| Guarani de Juazeiro Campeão (1.º título) |

## Classificação Geral
A classificação geral dá prioridade ao time que avançou mais fases, e ao campeão, ainda que tenham menor pontuação.

## Técnicos
| Equipe              | Técnico                                                                              |
| ------------------- | ------------------------------------------------------------------------------------ |
| Aliança Atlética    | —                                                                                    |
| Arsenal do Ceará    | Charles Reis (1ª) Paulo Sérgio (2ª—4ª rodada da primeira fase)                       |
| Campo Grande        | João Severo (1ª —4ª rodada da primeira fase até a semifinal)                         |
| Crateús             | Eduardo Rodrigues (1ª—4ª rodada da primeira fase até a 2ª fase)                      |
| Esporte Limoeiro    | Júnior Ferreira (1ª—4ª rodada da primeira fase)                                      |
| Grêmio Pague Menos  | Frank Santos (1ª—4ª rodada da primeira fase até a final)                             |
| Guarani de Juazeiro | Lamar (1ª—4ª rodada da primeira fase até a final)                                    |
| Itarema             | Valmir Batista (1ª—2ª) Rômulo César (3ª—4ª rodada da primeira fase até a semifinal)  |
| Quixadá             | Ernilson Maia (1ª—2ª) Cícero Ramalho (3ª—4ª rodada da primeira fase até a semifinal) |
| Tianguá             | Chico Bala (1ª—4ª rodada da primeira fase até a 2ª fase)                             |